# 勘宝坊
1°23′32″N 103°53′43″E / 1.39222°N 103.89528°E
勘宝坊（英語：Compass One）是位于新加坡盛港镇的购物中心。

## 历史
勘宝坊是综合发展项目的一部分，与盛港地铁站和盛堡公寓（英語：Compass Heights）同时兴建。 商场的建设成本为2.3亿新元。商场于2002年8月正式开幕，是东北线边上的第一家大型商场。
2015年10月底，勘宝坊开始为期一年的翻新工程。2016年2月，M&G房地产经过股权收购交易后，正式成为商场的唯一所有者。该公司宣布，商场将于2016年9月重新开幕。
2016年9月27日，勘宝坊以全新的设计概念重新开幕。 商场的商店数量已增至208家，其中包括50家新加入的零售商。

## 交通链接
勘宝坊毗邻设有盛港地铁站，盛港巴士转换站以及康埔桦巴士转换站。